# Süperstar
Süperstar – utwór tureckiej piosenkarki Sibel Tüzün wydany jako singiel 28 kwietnia 2006 roku oraz napisany przez samą artystkę. 
W 2006 roku utwór reprezentował Turcję podczas 51. Konkursu Piosenki Eurowizji organizowanego w Atenach. 18 maja został zaprezentowany przez piosenkarkę w półfinale widowiska i z ósmego miejsca awansował do finału, w którym zajął ostatecznie jedenaste miejsce z 91 punktami na koncie, w tym m.in. z maksymalnymi notami 12 punktów od Francji, Niemiec i Holandii.

## Lista utworów
CD single
1. „Süperstar” (Greek Version)
2. „Superstar” (English Version)
3. „Superstar” (Greek-English Version)
4. „Superstar” (Remix)